# Koundata
Koundata ist ein Arrondissement im Departement Atakora in Benin. Es ist eine Verwaltungseinheit, die der Gerichtsbarkeit der Kommune Natitingou untersteht. Gemäß der Volkszählung von 2013 hatte Koundata 4915 Einwohner, davon waren 2381 männlich und 2534 weiblich.

## Geographie
Das Arrondissement setzt sich aus dem namengebenden Koundata sowie vier weiteren Siedlungen zusammen:
1. Kouandata
2. Kouatidabirgou
3. Kounadorgou
4. Koutie
5. Tigninti